# Eremomela gregalis
Eremomela gregalis là một loài chim trong họ Cisticolidae.